# Michele Visentin
Michele Visentin (Treviso, 13 dicembre 1991) è un rugbista a 15 italiano, attivo nel ruolo di tre quarti ala.

## Biografia
Cresciuto nel Paese, squadra in cui ha militato sin dal minirugby, passa a 17 anni nelle giovanili della Benetton e, dopo due stagioni, accede all'Accademia Nazionale Ivan Francescano di Tirrenia.
Successivamente dal 2011 al 2014 ha militato nella squadra del Calvisano, con la quale ha conquistato i suoi primi due titoli di Campione d'Italia nel 2011-12 e nel 2013-14 e il Trofeo Eccellenza. Nel 2014 esordisce con le Zebre in Pro12 come permit player nella vittoria contro Cardiff Rugby. La stagione successiva viene rientra ufficialmente nella rosa dalla franchigia delle Zebre con la quale disputa il campionato di Pro12.
Nell'estate del 2016 viene ufficializzato il suo rientro nel campionato nazionale, ingaggiato dal Mogliano.

### Carriera internazionale
Nel 2011 esordisce con la maglia della Nazionale Italiana prima nel Sei Nazioni Under 20 e poi nel Campionato Mondiale Under 20 disputatosi in Veneto nel 2011.
Dopo aver rappresentato con la Nazionale Emergenti l'Italia all'IRB Nations Cup nel 2013 e nel 2014, il 28 febbraio 2015 esordisce con la nazionale maggiore allo stadio Murrayfield nella gara Scozia-Italia valida per il torneo Sei Nazioni (vinta dagli azzurri per 22-19).
Fu convocato nel mezzo della Coppa del Mondo di rugby 2015, in sostituzione dell'infortunato Andrea Masi, senza però essere schierato in campo.

## Palmarès
- Campionati italiani: 2
Calvisano: 2011-12, 2013-14
- Trofei Eccellenza : 1
Calvisano: 2011-12